# 憑證
憑證是有一定证明权利、义务、事实等的效用的物件，一般为文件、文献。票券、证书是最为常见的凭证。由公共机构或公务员职务上的正式编制的文书档案称为正式文件。其中，由公职人员根据其权限编制的证书在广义上也称为公正文件。
证书是由一個特定的認證中心，檢核使用者身份後核發。其內容係表彰持有者具有的身份與能力。一張憑證的價值與認證中心的公信力有直接關係。名不見經傳的認證中心所核發的憑證，或是大量核發的憑證就幾乎是沒有價值的憑證。此外，憑證最常被用來證明持有者的能力，因此最主要的用途係宣示自身的工作能力。

## 其他憑證
- 電子證書
- 統一發票
- 日本漢字能力檢定
- 名稱包含的頁面